# Convención Nacional Libertaria de 2017
La Convención Nacional Libertaria fue un proceso de elección interna el 16 de julio del 2017, en el cual se escogió al candidato presidencial del Movimiento Libertario para las elecciones presidenciales del 2018. 
Fue la primera vez en la historia de ese partido político que se realizó una convención para escoger al candidato presidencial de la agrupación.

## Precandidatos
- Natalia Díaz Quintana: diputada en el período 2014-2018.[2]
- Otto Guevara Guth: dos veces diputado (período 1998-2002 y 2014-2018) y cuatro veces candidato presidencial del ML.[3][4]

## Historia
Esta es la primera ocasión en que el partido Movimiento Libertario realiza una convención, al ser la primera ocasión que el liderazgo de Guevara es disputado y la agrupación tiene más de un precandidato. El partido sufrió dos duras derrotas electorales recientemente, la primera en las elecciones presidenciales de Costa Rica de 2014 en el cual quedó relegado al cuarto lugar en voto presidencial y quinto en voto parlamentario, tras haber sido la tercera fuerza electoral por varios períodos consecutivos, así como en las municipales de 2016 donde perdió sus dos alcaldías y no obtuvo ninguna, así como sufrió una baja importante en regidores y otros cargos municipales. Asimismo nuevos grupos liberales han ido surgiendo por sectores críticos a Guevara a quien acusan de haberse distanciado del liberalismo y han creado partidos políticos separados como el Partido Liberal Progresista o se han unido a las filas del Partido Unidad Social Cristiana.
Díaz fue la primera en anunciar sus aspiraciones presidenciales a finales del 2016. Guevara las oficializó en enero de 2017 con el lema «Voy a poner orden» y asegurando que la campaña electoral de Donald Trump en los Estados Unidos le había dado nuevos bríos, por lo que uno de los temas en que concentraría su campaña sería el combate a la migración. Guevara venció sobre Díaz con un margen del casi 20% de los votos. Díaz meses después daría su adhesión al candidato del Partido Liberación Nacional Antonio Álvarez Desanti.

## Encuestas
Opiniones favorables a precandidatos presidenciales del Partido Movimiento Libertario
| Opiniones favorables        | Opiniones favorables | Opiniones favorables | Opiniones favorables  |
| Fecha                       | Encuestadora         | Otto Guevara         | Natalia Díaz Quintana |
| --------------------------- | -------------------- | -------------------- | --------------------- |
| Mayo de 2016                | CIEP-UCR             | 42%                  | No incluida           |
| Octubre a noviembre de 2016 | CIEP-UCR             | 43%                  | No incluida           |
| Febrero de 2016             | Cid Gallup           | 32%                  | No incluida           |
| Diciembre de 2016           | Opol Consultores     | 31%                  | 42%                   |
| Febrero de 2017             | OPol Consultores     | 31%                  | 39%                   |